# Eleccions generals de Guinea Equatorial de 2013
Les eleccions generals de Guinea Equatorial de 2013 foren convocades per al 26 de maig de 2013, juntament amb les eleccions locals. Després de les reformes constitucionals aprovades en el referèndum de 2011, van ser les primeres eleccions en les que fou elegit el recentment creat Senat. El governamental Partit Democràtic de Guinea Equatorial va obtenir tots els escons menys un a les dues cambres del Parlament.

## Sistema electoral
El Senat té 70 membres, dels quals 55 eren elegits i 15 havien de ser nomenats per president Teodoro Obiang Nguema Mbasogo.
Els 100 membres de la Cambra dels Representants del Poble van ser elegits per llistes tancades de representació proporcional en circumscripcions plurinominals.

## Resultats

### Senat
| Partit                                                                   | Vots | % | Escons |
| ------------------------------------------------------------------------ | ---- | - | ------ |
| Partit Democràtic de Guinea Equatorial                                   |      |   | 54     |
| Convergència per a la Democràcia Social                                  |      |   | 1      |
| Membres nomenats                                                         | –    | – | 15     |
| Total                                                                    |      |   | 70     |
| Fonts: Govern de Guinea Equatorial Arxivat 2016-03-03 a Wayback Machine. |      |   |        |

### Cambra dels Representants del Poble
| Partit                                                                  | Vots | % | Escons | +/– |
| ----------------------------------------------------------------------- | ---- | - | ------ | --- |
| Partit Democràtic de Guinea Equatorial                                  |      |   | 99     | 0   |
| Convergència per a la Democràcia Social                                 |      |   | 1      | 0   |
| Total                                                                   |      |   | 100    | 0   |
| Font: Govern de Guinea Equatorial Arxivat 2016-03-03 a Wayback Machine. |      |   |        |     |